# Біленьківська сільська рада
| Біленьківська сільська рада — колишній орган місцевого самоврядування у Запорізькому районі Запорізької області з адміністративним центром у с. Біленьке. Водоймища на території, підпорядкованій даній раді: р. Дніпро. Сільській раді були підпорядковані населені пункти: - с. Біленьке - с. Червонодніпровка |

## Склад ради
Рада складалася з 30 депутатів та голови.

### Керівний склад ради
| ПІБ                  | Основні відомості                                                    | Дата обрання | Дата звільнення |
| -------------------- | -------------------------------------------------------------------- | ------------ | --------------- |
| Серга Надія Іванівна | Сільський голова, 1951 року народження, освіта, член Партії регіонів | 26.03.2006   | 31.10.2010      |

Примітка: таблиця складена за даними джерела